# Gino Fano
Pour les articles homonymes, voir Fano.
Gino Fano (né le 5 janvier 1871 à Mantoue et mort le 8 novembre 1952 à Vérone) est un mathématicien italien.

## Biographie
Gino Fano est né dans une famille aisée et juive de Mantoue. Son père Ugo, patriote et garibaldiste dans sa jeunesse, veut qu'il soit militaire de carrière dans l'armée du nouvel état italien unifié. Mais à 17 ans, Gino quitte en 1888 le collège militaire de Milan pour s'inscrire à l'École polytechnique de Turin.
Il passe par la faculté de Mathématique, en 1892 il soutient sous la direction du professeur Corrado Segre une thèse sur la géométrie hyperspatiale. Après avoir suivi un cours annuel de spécialisation auprès de Felix Klein à l'université de Göttingen, il rentre en Italie où il fut, de 1894 à 1898, l’assistant de Guido Castelnuovo à Rome. 
Il enseigne à Turin de 1901 à 1938. En 1938, à cause des persécutions anti-juives, il est contraint de quitter l'Italie et il poursuit sa carrière en Suisse. Après la fin de la seconde guerre mondiale, Fano continue à voyager et à enseigner.
En 1911, il épouse Rosetta Cassin, avec qui il a deux fils, l'informaticien Robert Fano et le physicien Ugo Fano.

## Travaux

Le plan de Fano

Gino Fano a travaillé en géométrie projective et en géométrie algébrique.
On lui doit le plan de Fano, qui est le plus petit plan projectif : il contient 7 points et 7 droites ; sur chaque droite, se trouvent 3 points, et par chaque point passent 3 droites.

## Publications
- Lezioni di geometria analitica e proiettiva (1930)
- Lezioni di geometria descrittiva date nel R. Politecnico di Torino (1914)
- Geometria non euclidea; introduzione geometrica alla teoria della relatività
- Aufgaben aus der darstellenden Geometrie Für Studierende d. Techn. Hochschulen
- The Fano Conference : organized to commemorate the 50th anniversary of the death of Gino Fano (1871-1952) : Torino (Italy), 29 September - 5 October 2002
- Lehrbuch der allgemeinen arithmetik
- Sulle varietà algebriche a tre dimensioni a curve-sezioni canoniche
- Lezioni di geometria della retta
- Kontinuierliche geometrische Gruppen. Die Gruppentheorie als geometrisches Einteilungsprinzip
- Sopra le curve di dato ordine e dei massimi generi in uno spazio qualunque, etc